# Oberuckersee (gmina)
Oberuckersee – gmina w Niemczech, w kraju związkowym Brandenburgia, w powiecie Uckermark, wchodzi w skład urzędu Gramzow.
Przez gminę przebiega autostrada A11, łącząca Berlin z granicą polsko-niemiecką, na której przechodzi w autostradę A6, prowadzącą do Szczecina.
Gmina powstała w 2001 z połączenia gmin Blankenburg, Potzlow, Seehausen i Warnitz.

## Demografia
Wykres zmian populacji Oberuckersee w granicach z 2013 r. od 1875 r.: